# Eupithecia karadaghensis
Eupithecia karadaghensis es una especie de polilla de la familia Geometridae. La especie fue descrita por primera vez por Mironov & Galsworthy habiendo sido descrita en 1988, con distribución en Ucrania y Crimea. El holotipo de la especie fue descrita en el Monte Kara Dag, de ahí el nombre de la especie. Junto con otras nueve especies de Europa, forma parte del grupo de especies Eupithecia egenaria, una de las más diversas del género. Es una polilla pequeña con una envergadura de unos 20 milímetros (0,8 plg). Las alas son color marrón grisáceo con puntos notorios negros.